# Belmin Mrkanović
Belmin Mrkanović (* 12. Januar 2000) ist ein bosnischer Leichtathlet, der sich auf den Langstreckenlauf spezialisiert hat und auch im Hindernislauf an den Start geht.

## Sportliche Laufbahn
Erste internationale Erfahrungen sammelte Belmin Mrkanović beim Europäischen Olympischen Jugendfestival (EYOF) 2015 in Tiflis, bei dem er im 2000-Meter-Hindernislauf in 6:27,18 min den neunten Platz belegte. Im Jahr darauf schied er dann bei den erstmals ausgetragenen Jugendeuropameisterschaften ebendort mit 6:17,44 min im Vorlauf aus und 2017 erreichte er bei den U18-Weltmeisterschaften in Nairobi nach 9:30,92 min Rang zwölf im 3000-Meter-Lauf. 2019 belegte er bei den U20-Europameisterschaften in Borås in 9:12,45 min den achten Platz über 3000 m Hindernis und bei den Balkan-Meisterschaften in Prawez klassierte er sich in 8:41,35 min auf dem sechsten Platz über 3000 Meter. 2021 wurde er dann bei den Balkan-Hallenmeisterschaften in Istanbul in 8:14,56 min Vierter über 3000 Meter und auch bei den Freiluftmeisterschaften Ende Juni in Smederevo gelangte er nach 9:09,75 min auf Rang vier im Hindernislauf. Im Jahr darauf belegte er bei den Balkan-Meisterschaften in Craiova in 9:06,51 min den sechsten Platz.
In den Jahren 2019 und 2020 wurde Mrkanović bosnischer Meister im 5000-Meter-Lauf und 2021 und 2022 siegte er über 3000 Meter sowie über 3000 m Hindernis.

## Persönliche Bestleistungen
- 3000 Meter: 8:24,74 min, 11. August 2019 in Skopje
  - 3000 Meter (Halle): 8:14,56 min, 20. Februar 2021 in Istanbul
- 5000 Meter: 14:48,16 min, 2. Juli 2019 in Cluj-Napoca
- 3000 m Hindernis: 9:05,50 min, 3. Juli 2019 in Cluj-Napoca